# HMAS Bathurst (ACPB 85)
Pour les articles homonymes, voir HMAS Bathurst.
Le HMAS Bathurst (ACPB 85), nommé d’après la ville de Bathurst, en Nouvelle-Galles du Sud, est un patrouilleur de classe Armidale de la Royal Australian Navy (RAN).

## Conception et construction
Les patrouilleurs de la classe Armidale mesurent 56,8 mètres de long, avec une largeur de 9,7 mètres, un tirant d'eau de 2,7 mètres et un déplacement standard de 270 tonnes. Leur coque en V est fabriquée en alliage d’aluminium, et chaque navire est construit selon une combinaison des normes Det Norske Veritas pour les engins légers à grande vitesse et des exigences de la RAN. Les patrouilleurs de classe Armidale peuvent se déplacer à une vitesse maximale de 25 nœuds (46 km/h) et sont propulsés par deux arbres d'hélice, chacun relié à un moteur Diesel MTU 16V M70. Les navires ont une autonomie de 3000 milles marins (5600 km) à une vitesse de 12 nœuds (22 km/h), ce qui leur permet de patrouiller autour des territoires lointains de l’Australie. Ils sont conçus pour des patrouilles standards de 21 jours, avec une autonomie maximale de 42 jours,.
L’armement principal des patrouilleurs de classe Armidale est un affût stabilisé de canon Rafael Typhoon, équipé d’un canon mitrailleur de 25 millimètres M242 Bushmaster. Deux mitrailleuses de 12,7 millimètres (0,50 pouce) sont également transportées. Les opérations d’embarquement sont effectuées par deux bateaux pneumatiques semi-rigides (RHIB) de 7,2 mètres propulsés par hydrojet. Chaque RHIB est stocké dans son bossoir dédié, et est capable d’opérer indépendamment du patrouilleur car il transporte son propre équipement de communication, de navigation et de sécurité,.
Chaque patrouilleur dispose d’un équipage standard de 21 personnes, avec un maximum de 29 personnes,,. Un compartiment d’hébergement auxiliaire de 20 couchettes a été inclus dans la conception pour le transport de soldats, de pêcheurs illégaux ou d’immigrants clandestins arrêtés. Dans les deux derniers cas, le compartiment peut être fermé de l’extérieur. Cependant, un dysfonctionnement dans les installations de traitement des eaux usées à bord du HMAS Maitland en août 2006 a envoyé du sulfure d'hydrogène et du monoxyde de carbone dans le compartiment, intoxicant quatre marins travaillant à l’intérieur, sans causer leur mort. Après cela, l’utilisation du compartiment pour l’hébergement a été interdite dans toute la classe,.

## Historique opérationnel
Le HMAS Bathurst a été construit par Austal à son chantier naval de Henderson (Australie-Occidentale). Il a été mis en service dans la RAN à Darwin le 10 février 2006,.
Le HMAS Bathurst est basé à Darwin et effectue des patrouilles de protection des frontières et de protection des pêches.
Le 30 novembre 2012, un intrus armé est monté à bord du HMAS Bathurst alors qu’il était amarré au HMAS Coonawarra. L’intrus maîtrisa le marin en service, avant de voler deux fusils et douze pistolets dans l’armurerie du navire et de s’échapper. Les armes ont été récupérées le lendemain. Le 21 décembre, deux hommes avaient été arrêtés : un marin accusé du vol et un civil trouvé en possession des armes volées.
Le HMAS Bathurst était au port au HMAS Coonawarra, à Darwin, lorsque la base navale a accueilli le ravitailleur de sous-marins américain USS Emory S. Land, le 28 mai 2024. Le HMAS Bathurst est venu au-devant du USS Emory S. Land alors que ce dernier se préparait à accoster au quai de Kuru. Darwin était la première escale du déploiement de l’USS Emory S. Land, qui avait commencé le 17 mai. Depuis le mois de janvier, l'USS Emory S. Land accueillait plus de 30 officiers et marins de la Royal Australian Navy qui l’ont rejoint à Guam pour embarquer à son bord.